# Monte Civitella
Il Monte Civitella è un rilievo dell'Appennino umbro-marchigiano, tra Abruzzo e Lazio, tra la provincia di Rieti  e la provincia di Ascoli Piceno, tra il comune di Accumoli e quello di Arquata del Tronto.